# 1094 (szám)
Az 1094 (római számmal: MXCIV) az 1093 és 1095 között található természetes szám.

## A szám a matematikában
A tízes számrendszerbeli 1094-es a kettes számrendszerben 10001000110, a nyolcas számrendszerben 2106, a tizenhatos számrendszerben 446 alakban írható fel.
Az 1094 páros szám, összetett szám, félprím. Kanonikus alakja 21 · 5471, normálalakban az 1,094 · 103 szorzattal írható fel. Két osztója van a természetes számok halmazán, ezek növekvő sorrendben: 1, 2, 547 és 1094.
Az 1094 négy szám valódiosztó-összegeként áll elő, ezek az 1498, 1786, 2182 és az 1093².

## Csillagászat
- 1094 Siberia kisbolygó